# أليس آدمز (فلم)
أليس آدمز (بالإنجليزية: Alice Adams) هو فيلم دراما تم إنتاجه في الولايات المتحدة وصدر في سنة 1935.

## طاقم التمثيل
- كاثرين هيبورن

### ترشيحات وجوائز
| السنة | الحدث  | الفئة     | النتيجة |
| ----- | ------ | --------- | ------- |
| 1935  | أوسكار | أفضل فيلم | ترشـيـح |

## الميزانية والإيرادات
بلغت تكلفة إنتاج الفيلم حوالي 342,000 دولار بينما حقق أرباحا تقدر بـ 770,000 دولار.

## وصلات خارجية
- مقالات تستعمل روابط فنية بلا صلة مع ويكي بيانات